# Saara (Nobitz)
Saara is een ortsteil van de Duitse eenheidsgemeente Nobitz in de deelstaat Thüringen. Tot 31 december 2012 was de plaats hoofdplaats van de eenheidsgemeente Saara met een oppervlakte van 42,73 km² en bijna 3000 inwoners.

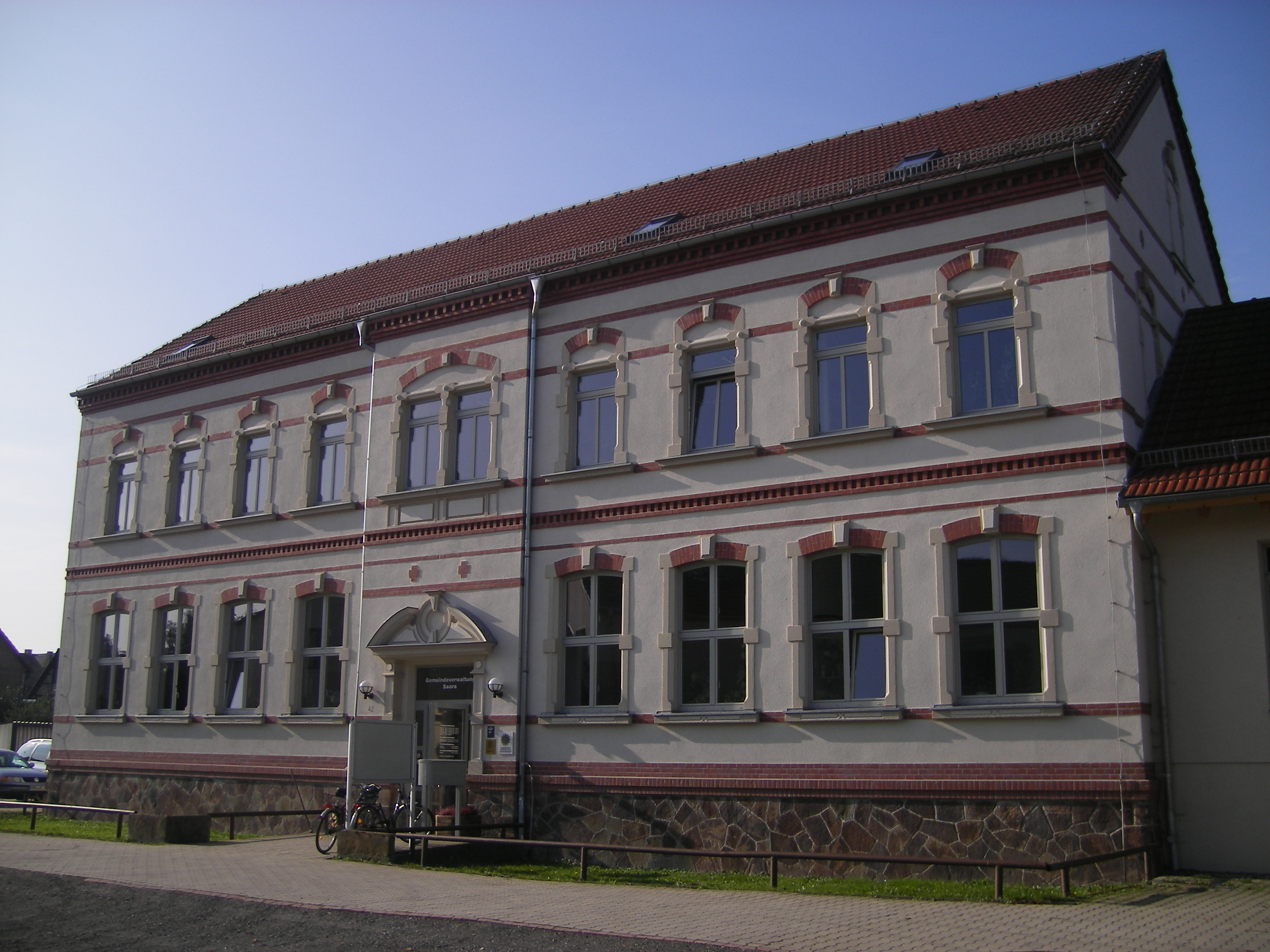
Voormalige school van Saara
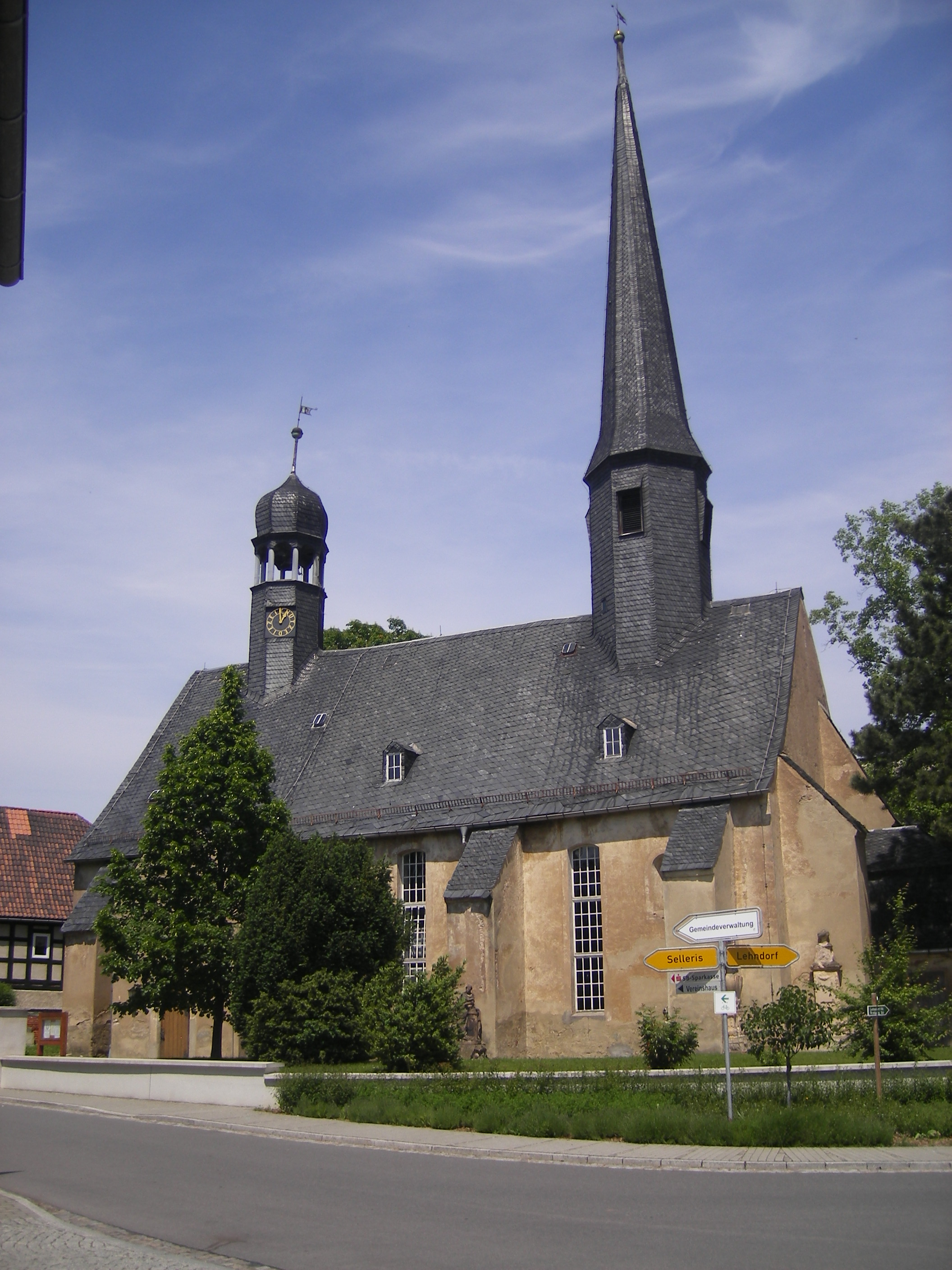
Kerk van Saara